# Интендантский журнал
Интендантский журнал (рус. дореф. Интендантскій журналъ) — российский журнал. Основан в 1899 году по представлению главного интенданта генерала Тевяшева, который поручил генералу Соловьеву, бывшему начальником мобилизационной части Главного интендантского управления, составить положение об издании на казённые средства ежемесячного журнала, посвященного интендантскому делу.

## Общие положения
Согласно положению, «Интендантский журнал»:
- служит официальным органом интендантского ведомства для опубликования разного рода распоряжений и сообщений
- является органом для литературной разработки вопросов, относящихся к интендантскому делу и к войсковому хозяйству

Положение обязывало Интендантский журнал сделать деятельность интендантства ясною для всех заинтересованных сторон, прежде всего, для войск, и распространять между чинами интендантского ведомства полезные сведения по всем отраслям их специальности. Годовое издание Интендантского журнала состояло из 12 книг, не менее 10 печатных листов каждая. Цена — 7 руб. в год с пересылкой и доставкой. С 1911 года допускалась рассрочка, цена отдельной книги — 70 копеек. Интендантский журнал получал ежегодную субсидию по 8 000 рублей. Первым редактором Интендантского журнала (до 1907 года) был генерал Н. И. Соловьёв, затем журнал редактировал генерал-лейтенант В. Е. Бухгольц, a с конца 1909 года до октября 1911 года — подполковник Л. З. Соловьев. 15 октября 1911 года военный министр утвердил новое положение об издании Интендантского журнала, причём была введена должность помощника редактора, которую занял капитан И. Д. Михайлов, ставший его фактическим редактором, a общее наблюдение и ответственность за издание возложены на помощника главного интенданта, генерал-майора Егорьева. При новом составе редакции журнал коренным образом реформирован, привлечены серьёзные научные силы и введены новые отделы.
Издавался до 1917 года.
В настоящее время — «Материально-техническое обеспечение Вооруженных Сил Российской Федерации», ежемесячный журнал Министерства обороны.

## Редакторы
- 1899 (№ 1) — 1907 (№ 5) — генерал-майор (с 6.12.1902 — генерал-лейтенант) Н. И. Соловьёв
- 1907 (№ 6) — 1907 (№ 8) — В. И. Недзвецкий
- 1907 (№ 9) — 1909 (№ 11) — генерал-лейт. В. Е. Бухгольц
- 1909 (№ 12) — 1911 (№ 10) — подполковник Л. З. Соловьёв
- 1911 (№ 11) — 1914 (№ 9) — генерал-майор К. Н. Егорьев и капитан И. Д. Михайлов
- 1914 (№ 10) — 1916 (№ 4) — генерал-майор К. Н. Егорьев
- 1916 (№ 5) — 1917 (№ 8/9) — генерал-майор К. Е. Горецкий